# لیپنگک (گمینا گرایوو)
لیپنگک (به لاتین: Lipnik) یک روستا در لهستان است که در گمینا گرایوو واقع شده‌است.